# Sporobolus silveanus
Sporobolus silveanus är en gräsart som beskrevs av Jason Richard Swallen. Sporobolus silveanus ingår i släktet droppgräs, och familjen gräs. Inga underarter finns listade i Catalogue of Life.